# جون بيري (رجل أعمال)
جون بيري (بالإنجليزية: John Berry)‏ هو شخصية أعمال بريطاني، ولد في 16 أكتوبر 1944 في لندن في المملكة المتحدة، وتوفي في 3 أغسطس 2012 في برث في أستراليا.